# 史前臺灣歷史年表
西元1624年，台灣進入荷治時期。在此之前的臺灣本身並沒有歷史的文字記載，稱為臺灣史前時期。
本時期的臺灣只能藉由考古研究或者他國的史書與文獻記載來了解歷史的概略。

## 年表
- 約五萬年前：長濱文化於台東縣長濱鄉八仙洞留下活動紀錄。
- 約三千年前：左鎮人於今日台南市左鎮區留下活動紀錄。
- 607年：隋朝派遣將領陳稜入侵流求國。隋軍跨海攻克流求都城、燒毀其宮殿並俘虜數千人返國。[1][a]
- 約一千年前：瑪家部落已存在。[來源請求]
- 1554年：Lopo Homen所繪的地圖中，在琉球群島之南，已繪有I. Fremosa。
- 1593年：日本文祿二年，戰國大名豐臣秀吉派遣原田孫七郎來台，傳遞其親筆信致高山國王，要求高山國（タカサグン）向日本朝貢。
- 1602年：中国明朝將軍沈有容為了去驅逐倭寇，發兵至台灣安平外海，邀請陳第隨從。[2]
- 1609年：日本慶長十四年，德川家康任命有馬晴信曉諭台灣「土番」納貢。
- 1616年：日本元和二年，德川家康任命長崎代官村山等安征服台灣，村山次子村山秋安率兩、三千人征台，遭遇風災無功而返。
- 1625年：荷蘭東印度公司長官馬丁努斯·宋克在北汕尾建立商館，並於一鯤鯓（安平）建築熱蘭遮城（Zeelandia）。
- 1638年：荷蘭東印度公司獲海盜情報，知臺灣有一大肚番王的存在。[3]

## 史料
1. ↑  《隋書 · 流求國傳》：「帝遣武賁郎將陳稜、朝請大夫張鎮州率兵自義安浮海擊之。至高華嶼，又東行二日至鼊嶼，又一日便至流求。初，稜將南方諸國人軍，有崑崙人頗解其語，遣人慰諭之，流求不從，拒逆官軍。稜擊走之，進至其都，頻戰皆敗，焚其宮室，虜其男女數千人，載軍實而還。自爾遂絕。」
2. ↑  陳第，《東番記》：「萬曆壬寅冬，倭復據其島，夷及商、漁交病。浯嶼沈將軍往剿，余適有觀海之興，與俱。」
3. ↑  . 中央研究院民族所.   [2016-02-05]. （原始内容存档于2016-03-12）.

## 備註
1. ↑  流求國是否即是台灣，並未有進一步之直接證據，因而於學界中尚存有爭議。

## 相關
- 荷治台灣歷史年表
- 西治台灣歷史年表
- 明鄭台灣歷史年表
- 清治台灣歷史年表
- 日治台灣歷史年表
- 戰後台灣歷史年表